# Agrilus spurcus
Agrilus spurcus es una especie de insecto del género Agrilus, familia Buprestidae, orden Coleoptera.
Fue descrita científicamente por Théry, 1905.

## Distribución
Madagascar Sur (específicamente en la cuenca del río Mandrare).